# توبياس باديلا
توبياس باديلا (بالفرنسية: Tobias Badila)‏ (12 مايو 1994 بديجون في فرنسا - ) هو لاعب كرة قدم فرنسي في مركز الدفاع. لعب مع نادي نانسي.

## روابط خارجية
- توبياس باديلا على موقع قاعدة بيانات كرة القدم.إي يو (الإنجليزية)
- توبياس باديلا على موقع ناشيونال فوتبول تيمز (الإنجليزية)
- توبياس باديلا على موقع Soccerway.com (الإنجليزية)
- توبياس باديلا على موقع AS.com (الإسبانية)